# Pierre-Alexandre-Antoine Nicolas de Meissas
 (septembre 2019).
Si vous disposez d'ouvrages ou d'articles de référence ou si vous connaissez des sites web de qualité traitant du thème abordé ici, merci de compléter l'article en donnant les références utiles à sa vérifiabilité et en les liant à la section « Notes et références ».
Pierre Nicolas de Meissas (Pierre-Alexandre-Antoine-Gabriel Nicolas de Meissas), né le 20 novembre 1765 à Serres et mort le 28 février 1840 dans cette commune, fut bachelier en médecine puis chirurgien-major militaire. Lors de la Révolution française, il choisit de supprimer sa particule noble « de » et se fait appeler Nicolas Meissas.

## Biographie
Pierre Nicolas de Meissas était le fils d´un chirurgien des Armées du Roy, Gabriel-François Nicolas de Meissas et de Madeleine Brachet.
De 1789 à 1791, il est capitaine de la garde nationale de la commune de Serres et en devient officier municipal (1791-1793). Le 6 août 1793, il quitte sa ville natale pour partir au siège de Toulon aux côtés de son père Gabriel, chirurgien aux armées. Il côtoie Napoléon Bonaparte, alors capitaine d'artillerie. 
De l'an IV à l'an VI, il est appelé au poste de conservateur des hypothèques sur le district de Serres et nommé par la suite administrateur du département des Hautes-Alpes. Le 27 germinal an VII, il est élu député au Conseil des Cinq-Cents pour son département. Le 14 prairial an VIII, il est nommé sous-préfet d'Embrun. 
Le 17 mai 1812, il est condamné à treize mois de prison et 500 francs d'amende pour fraude en matière de désignation dans le tirage au sort pour la classe militaire de l'année. Il sera également radié de ses fonctions militaires. Pendant plus d'un an, il écrit dans ses journaux de bord qu'il fut condamné à tort. En 1813, il est amnistié et réintégré dans ses fonctions. 
Le 30 août 1830, il est nommé conseiller municipal de la ville de Serres.
Pendant la majeure partie de sa vie, il officie avec son père dans le canton de la ville de Serres en tant que médecin et chirurgien auprès des troupes militaires, mais aussi des populations civiles. Des registres manuscrits lui appartenant indiquent qu'il soignait tout le canton de Serres, mais également l'empereur Napoléon Bonaparte : des manuscrits et des prescriptions médicales à son nom, avec le sceau de l'empereur, semblent l'indiquer.